# Мужчине живётся трудно. Фильм 32: Тора-сан ударился в религию
«Мужчине живётся трудно. Фильм 32: Тора-сан ударился в религию» (яп. 男はつらいよ　口笛を吹く寅次郎, Отоко-ва цурай ё: Кутибуэ-о фуку Торадзиро; другое название — «Мужчине живётся трудно: Свистящий Торадзиро»; англ. Tora-san Goes Religious? (Tora-san 32)) — японская комедия режиссёра Ёдзи Ямады, вышедшая на экраны в 1983 году. Фильм является 32-й частью популярного в Японии комедийного киносериала о приключениях добродушного чудака Торадзиро Курума (или Тора-сана).

## Сюжет
Бродя по дорогам западной Японии, торговец вразнос Тора-сан решил посетить могилу отца мужа своей сестры. Зайдя в храм, он встречается с Томоко, красивой дочерью священника, и влюбляется в неё.
Кадзумити, брат Томоко, учится в Буддистком университете, но против желания своего отца он хочет стать фотографом.
Однажды Тора-сан совершил богослужение вместо священника, который был с похмелья. Живая речь Торы полюбилась всем, кто принял участие в службе. Таким образом Тора решает на время остаться при храме.
Тем временем Сакура, сестра Торы, с мужем Хироси приезжают в то же место для службы в честь отца Хироси. Когда они увидели на месте священника Тору, то их удивлению не было предела, а когда Сакура узнала, что Тора любит Томоко, она расстроилась ещё больше, зная что это к хорошему не приведёт.
После того, как Кадзумити покидает родной дом, чтобы изучать фотографию в Токио, священник предлагает Томоко выйти замуж за Тору, чтобы тот стал его последователем. Услышав этот разговор, Тора уезжает домой в Токио, твёрдо решив стать священником.
Томоко приезжает в Токио увидеться с братом и заходит в лавку сладостей, владельцами которой являются дядя и тётя Торы. Тора очень рад её видеть, но когда она спрашивает, был ли он счастлив, услышав разговор о женитьбе на ней, Тора отрицает это, считая, что его любовь не будет вознаграждена. Однако к его удивлению Томоко очень расстраивается и быстро возвращается домой.
Чувствуя, что он ненароком оскорбил чувства Томоко, Тора-сан снова начинает свои скитания.

## В ролях
- Киёси Ацуми — Торадзиро (Тора-сан)
- Тиэко Байсё — Сакура, его сестра
- Кэйко Такэсита — Томоко
- Киити Накаи — Кадзумити
- Каору Сугита — Хироми
- Масами Симодзё — дядя
- Тиэко Мисаки — тётя
- Гин Маэда — Хироси, муж Сакуры
- Тисю Рю — священник

## Премьеры
- — 28 декабря 1983 года состоялась национальная премьера фильма в Токио[1].
- — американская премьера фильма состоялась 29 июня 1984 года в Нью-Йорке[1].
- — в СССР фильм демонстрировался в 1984 году в Москве, Ленинграде и Находке в рамках XVIII фестиваля японских кинофильмов.
- — 3 апреля 2016 года фильм впервые был показан в республике Беларусь в рамках 5-го фестиваля японского кино в Минске[2].
- — современному российскому зрителю кинолента была представлена 4 декабря 2019 года под названием «Мужчине живётся трудно: Тора-Сан ударился в религию» в рамках ретроспективы фильмов режиссёра Ёдзи Ямады в Москве (в конференц-зале Государственной Третьяковской галереи)[3].